# Archamia pallida
Archamia pallida är en fiskart som beskrevs av Gon och Randall, 1995. Archamia pallida ingår i släktet Archamia och familjen Apogonidae. Inga underarter finns listade i Catalogue of Life.